# ʿAyin
 (décembre 2022).
Si vous disposez d'ouvrages ou d'articles de référence ou si vous connaissez des sites web de qualité traitant du thème abordé ici, merci de compléter l'article en donnant les références utiles à sa vérifiabilité et en les liant à la section « Notes et références ».
| Phénicien | Hébreu | Hébreu | Cursive |
| --------- | ------ | ------ | ------- |
| ʿAyin     | ע      | ע      |         |

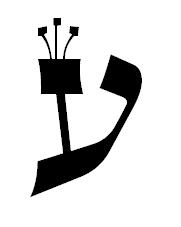
Couronne de trois taguim sur un ʿayin.

ʿAyin (ע, prononcé /ʕ/) est la seizième lettre de l'alphabet phénicien et hébreu.
Le caractère Unicode de ע est 05E2.

## Prononciation
La prononciation originale en hébreu classique est celle d'une consonne pharyngale voisée – impliquant une légère friction au niveau du pharynx – comme pour le ع de l'arabe. Les Juifs ashkénazes, ayant vécu en Europe pendant des siècles, ont petit à petit délaissé cette prononciation pour prononcer le ‘Ayin comme un Aleph – c'est-à-dire, comme un coup de glotte.
Au XIXe siècle, Éliézer Ben-Yehoudah fait revivre la langue hébraïque comme une langue vivante et vernaculaire. Il prônera la prononciation classique originale de l’hébreu comme le font les communautés Séfarades et Mizrahim.
Aujourd’hui en Israël, l’Académie de la langue hébraïque prône toujours la prononciation classique, mais par souci de facilité d’apprentissage liée à l’immigration d’Israël, la plupart des habitants prononcent le ‘Ayin comme un Aleph.

## Histoire
La lettre phénicienne donna l'omicron (Ο, ο) de l'alphabet grec, le O de l'alphabet latin et son équivalent dans l'alphabet cyrillique.
| D4 |

Le mot hébreu ʿAyin signifie « œil ». La forme de l'œil apparaît moins dans le caractère carré de l'hébreu, mais par contre le caractère hébreu en écriture cursive en a conservé quelque chose (dans le sens vertical) :

Sa guématria est 70.
Il ne faut pas confondre cette lettre ʿayin (עין) avec le mot hébraïque ayin (אין) qui signifie « néant ».

## Particularités
- Cette lettre fait partie des sept lettres qui peuvent être couronnées de trois taguim (תָּגִים).
 Ces lettres sont : ג ז ט נ ע צ ש